# Церковь Николая Чудотворца (Дом отдыха Горки)
Церковь Николая Чудотворца (Церковь Николая Чудотворца в Доме отдыха «Горки») — храм Русской православной церкви в Посёлке дома отдыха «Горки» Московской области.
Адрес: Дмитровский район, посёлок Дома отдыха «Горки».

## История
В 1652 году в Горках была выстроена деревянная церковь и Горки стали называться селом. Кирпичная Никольская церковь усадьбы в Горках была построена на средства Д. И. Янькова в 1736 году (по другим данным — по прошению А. И. Яньковой в 1739 году).
Здание церкви было капитально перестроено в стиле классицизма в 1809—1819 годах: работу производили крепостные помещиков Яньковых А. М. Татаринов (перестройка, возможно, по проекту Ф. И. Кампорези) и Григорий Озеров (внутренние росписи и внешний декор). В результате обновленное здание представляло собой однокупольный храм с колокольней и трапезной, в которой помещались приделы пророка Даниила и Димитрия Ростовского. Горковский церковный приход состоял из самого имения и деревень Старо и Свистуха-Борисовка.
В 1929 году, во время гонения на церкви в советское время, храм Николая Чудотворца был закрыт. В результате перестройки здания в 1950-х годах были утрачены нарядные портики с фронтонами, колокольня лишилась верхних ярусов, разрушен купол; художественный облик здания оказался обезличенным. Оно было занято службами образованного здесь Дома отдыха.
В Никольском храме  с 1923 года по 4 апреля 1931 года (по документам) служил священномученик Павел Фелицын, причисленный к святым новомученником и исповедникам Российским.
До настоящего времени в бывшем здании церкви располагался клуб на закрытой территории ведомственного (Министерство обороны РФ) Дома отдыха Дмитровского района Московской области.
В октябре 2011 года храм был передан православной общине.  В настоящее время в храме регулярно проходят богослужения.